# Limfocytowe śródmiąższowe zapalenie płuc
Limfocytowe śródmiąższowe zapalenie płuc (ang. lymphocytic interstitial pneumonia, lymphoid interstitial pneumonia, LIP) – rzadka choroba zaliczana do idiopatycznych śródmiąższowych zapaleń płuc, zwykle występująca w przebiegu chorób tkanki łącznej, szczególnie zespołu Sjögrena, ponadto u dzieci zarażonych wirusem HIV, u osób z innymi niedoborami odporności, rzadko samoistnie. W badaniu rentgenowskim klatki piersiowej stwierdza się zacienienia siateczkowate i guzki. W badaniu tomokomputerowym widoczne są rozlane zmiany o charakterze "mlecznego szkła" (nieznaczne zacienienie obszaru płuc z widocznym rysunkiem naczyń krwionośnych), guzki, cienkościenne torbiele, pogrubienie przegród między płacikami płuc. W diagnostyce wykorzystuje się również badanie histopatologiczne tkanki pobranej w czasie biopsji płuca. Istnieje przypuszczenie, że limfocytowe śródmiąższowe zapalenie płuc niekiedy przekształca się w chłoniaka.
Podstawą leczenia są kortykosteroidy a wskaźnik śmiertelności w okresie 5 lat szacowany jest na 33 do 50 procent.